# Colonia la Soledad
Colonia la Soledad är en ort i Mexiko.   Den ligger i kommunen Miahuatlán de Porfirio Díaz och delstaten Oaxaca, i den sydöstra delen av landet, 400 km sydost om huvudstaden Mexico City. Colonia la Soledad ligger 1 563 meter över havet och antalet invånare är 102.
Terrängen runt Colonia la Soledad är kuperad västerut, men österut är den platt. Runt Colonia la Soledad är det ganska tätbefolkat, med 70 invånare per kvadratkilometer. Närmaste större samhälle är Miahuatlán de Porfirio Díaz, 2,6 km söder om Colonia la Soledad. Omgivningarna runt Colonia la Soledad är en mosaik av jordbruksmark och naturlig växtlighet.